# Sven Bertil Gunvald Lindquist
Sven Bertil Gunvald Lindquist (5 de mayo de 1904-4 de febrero de 1963) fue un botánico sueco. Era hijo del auditor y concejal Karl Lindquist y de su esposa Othilda Persson.

## Algunas publicaciones
- 1955. Kritik av en sakkunnigutredning. 12 pp.
- 1951. Forstegenetik in der schwedischen Waldbaupraxis. 11 pp.
- 1950. Skogen och landskapet i Linnés Skåne. 23 pp.

## Eponimia
- (Begoniaceae) Begonia × lindquistii C.-A.Jansson[3]